# Chucuito (provincie)
Chucuito is een provincie in de regio Puno in Peru. De provincie heeft een oppervlakte van 3.978 km² en telt 150.239 inwoners (2015). De hoofdplaats van de provincie is het district Juli.

## Bestuurlijke indeling
De provincie Chucuito is verdeeld in zeven districten, UBIGEO tussen haakjes:
- (210402) Desaguadero
- (210403) Huacullani
- (210401) Juli, hoofdplaats van de provincie
- (210404) Kelluyo
- (210405) Pisacoma
- (210406) Pomata
- (210407) Zepita

Azángaro · Carabaya · Chucuito · El Collao · Huancane · Lampa · Melgar · Moho · Puno · San Antonio de Putina · Sandia · San Román · Yunguyo